# معبد كاندريا ماهاديفا
معبد كاندريا ماهاديفا هو معبد هندوسي يقع في ولاية مدهيا برديش بوسط الهند.